# Kid (Lied)

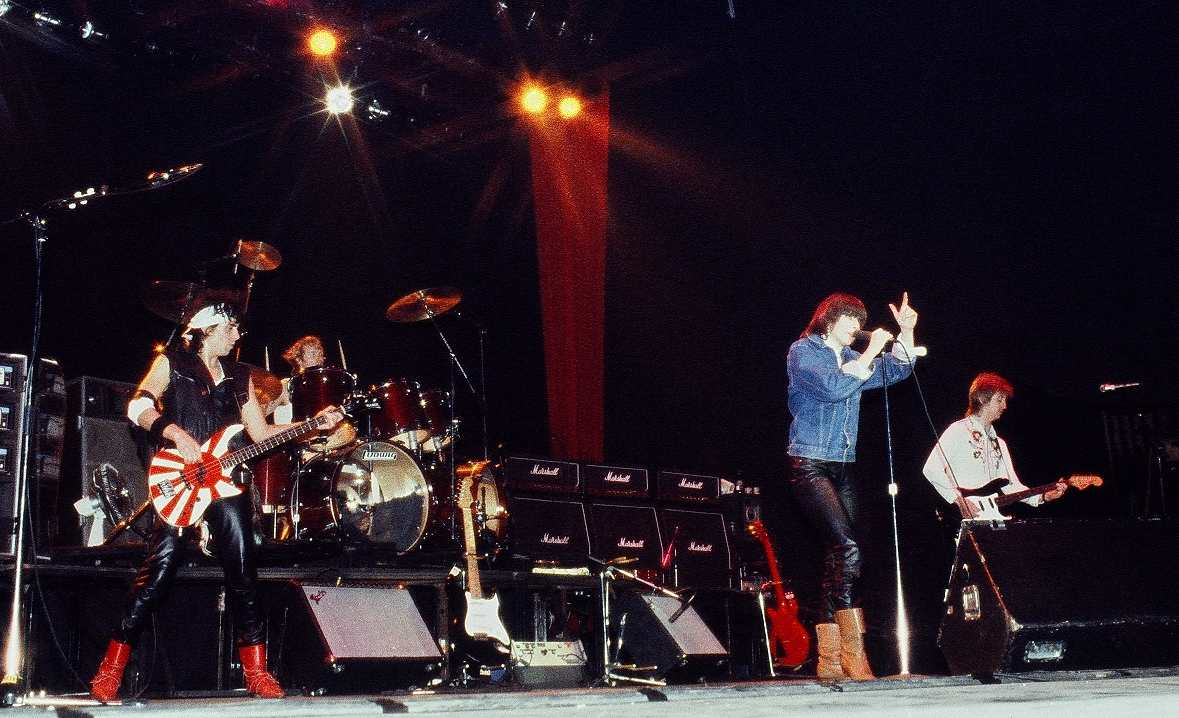
The Pretenders (1981)

Kid ist ein von Chrissie Hynde geschriebener Song, der 1980 auf dem Debütalbum von The Pretenders veröffentlicht wurde. 
Kid wurde 1979 als zweite Single des Albums veröffentlicht und erreichte Platz 33 in Großbritannien. 

## Hintergrund
Über den Text von Kid sagte Hynde: „Es geht um eine Prostituierte, deren Sohn herausfindet, womit sie ihren Lebensunterhalt verdient, und das ist ein Gespräch zwischen ihr und ihm. Nicht alle Songs sind autobiografisch.“
Der Gitarrist James Honeyman-Scott führte die melodische Qualität des Songs auf Hyndes Wechsel vom Punk zum Pop zurück; er erklärte: „Chrissie begann, Popmusik zu mögen, und deshalb begann sie, Dinge wie Kid zu schreiben.“ Honeyman-Scott half beim Arrangement des Songs und komponierte das Gitarrensolo.
Schlagzeuger Martin Chambers sagte über Honeyman-Scotts Solo:

„Jimmy war derjenige, der sagte: 'Genau, hier sind acht Takte, denen ich einen wirklich guten Stempel aufdrücken kann.' Er ging mit einer Gitarre zurück, setzte sich aufs Bett und überlegte sich, was wirklich gut klang. Ich habe das Demo von 'Kid', das ein anderes Ende hat als das auf der Platte, aber das Solo ist absolut dasselbe. Jimmy war für ein paar Abende irgendwohin gefahren und hatte daran gearbeitet, so dass er es fließend spielen konnte, als es für die Aufnahme bereit war.“

Johnny Marr von The Smiths, der Honeyman-Scott als Einfluss angab, verwendete Kid oft als Aufwärmsong vor Auftritten.
Das Lied wurde mehrfach gecovert, so 1985 von Everything but the Girl.